# Шибаново (Челябинская область)
Шибаново — деревня в Красноармейском районе Челябинской области России. Входит в состав Шумовского сельского поселения.

## География
Деревня находится на северо-востоке Челябинской области, в лесостепной зоне, на восточном берегу озера Мыркай, на расстоянии 11 километров (по прямой) к северу от села Миасского, административного центра района. Абсолютная высота 195 метров над уровнем моря.

## Население
| 2002 | 2010 |
| ---- | ---- |
| 148  | ↘30  |

Гендерный состав
По данным Всероссийской переписи населения 2010 года в гендерной структуре населения мужчины составляли 50 %, женщины — также 50 %.
Национальный состав
Согласно результатам переписи 2002 года, в национальной структуре населения русские составляли 92 %.

## Улицы
Уличная сеть деревни состоит из двух улиц.